# Château Madame de Graffigny
Le château Madame de Graffigny, aussi appelé château de Madame de Graffigny, est une demeure du XVIIIe siècle, reconditionnée au XIXe siècle, dont l'écrivaine Françoise de Graffigny fut l'occupante et à laquelle elle laissa son nom. Cette demeure est située à Villers-lès-Nancy, en banlieue de Nancy.
D’autres occupants célèbres ont habité le château : Benjamin Constant et Mathieu de Dombasle.

## Historique
Madame de Graffigny a hérité ce château de sa mère (nièce de Jacques Callot), que son époux (M. de Graffigny) s’était engagé à restaurer. Cette demeure faisait partie d'un ensemble plus vaste : le parc Madame de Graffigny, qui possède de nombreuses essences rares.

## Parc

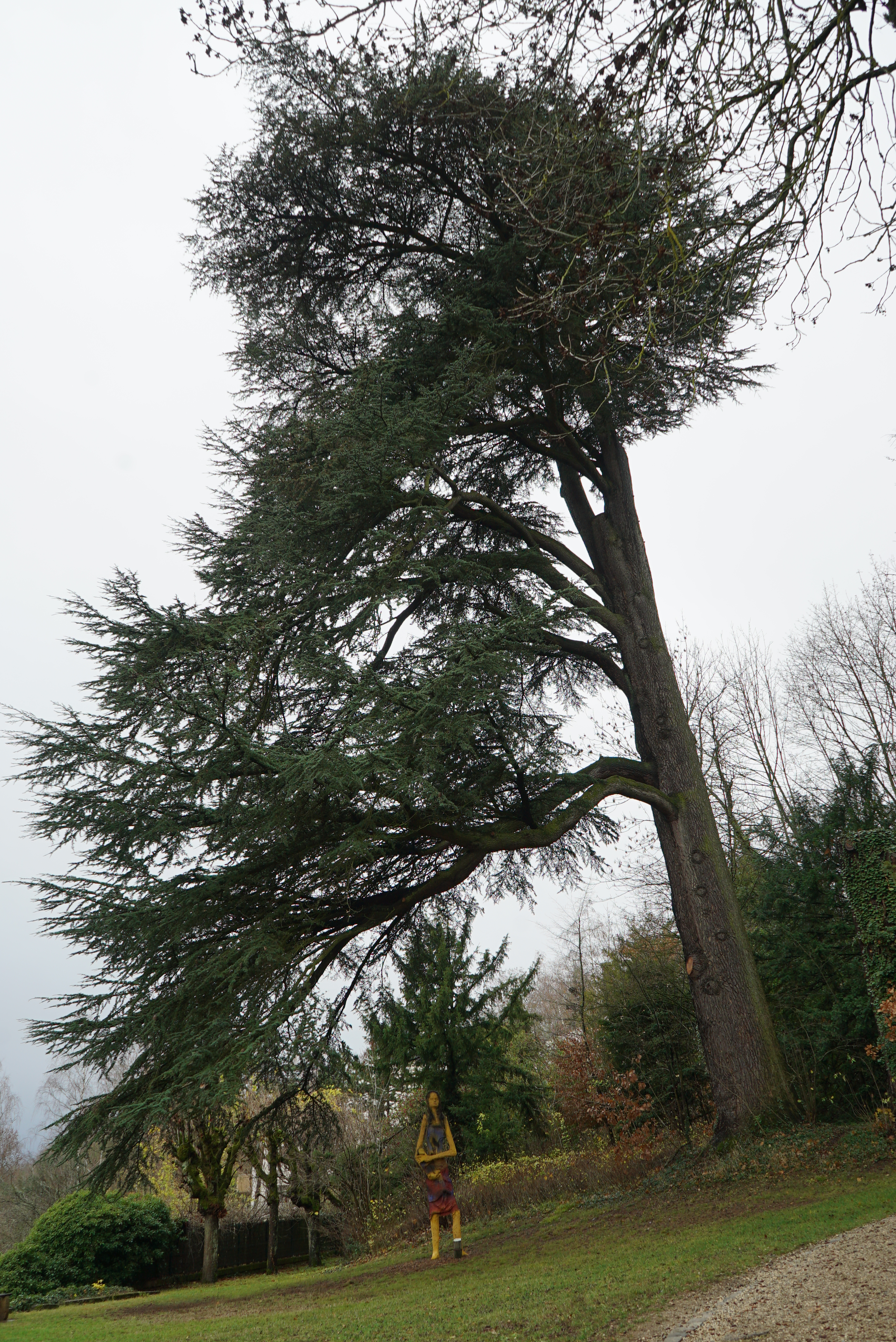
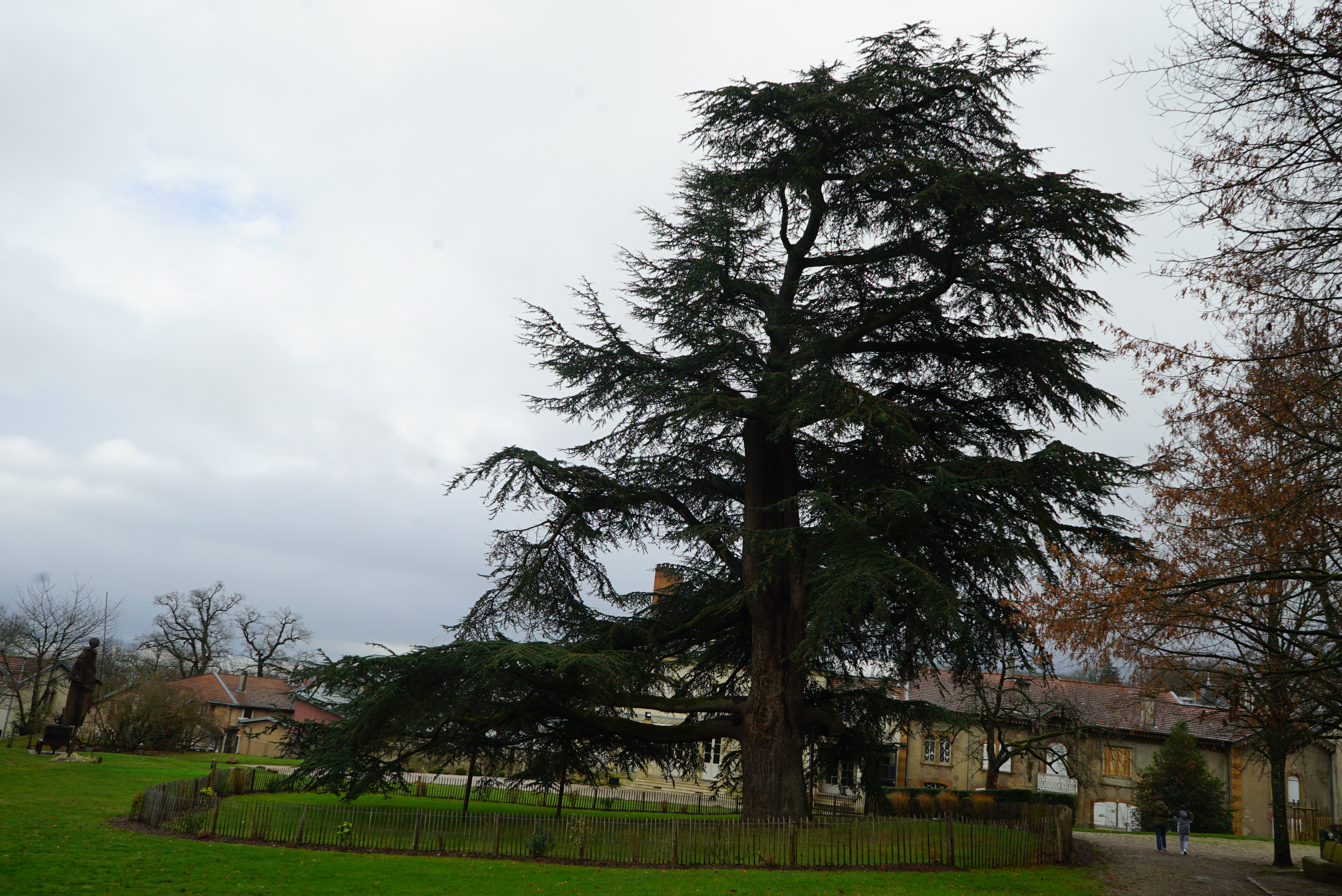
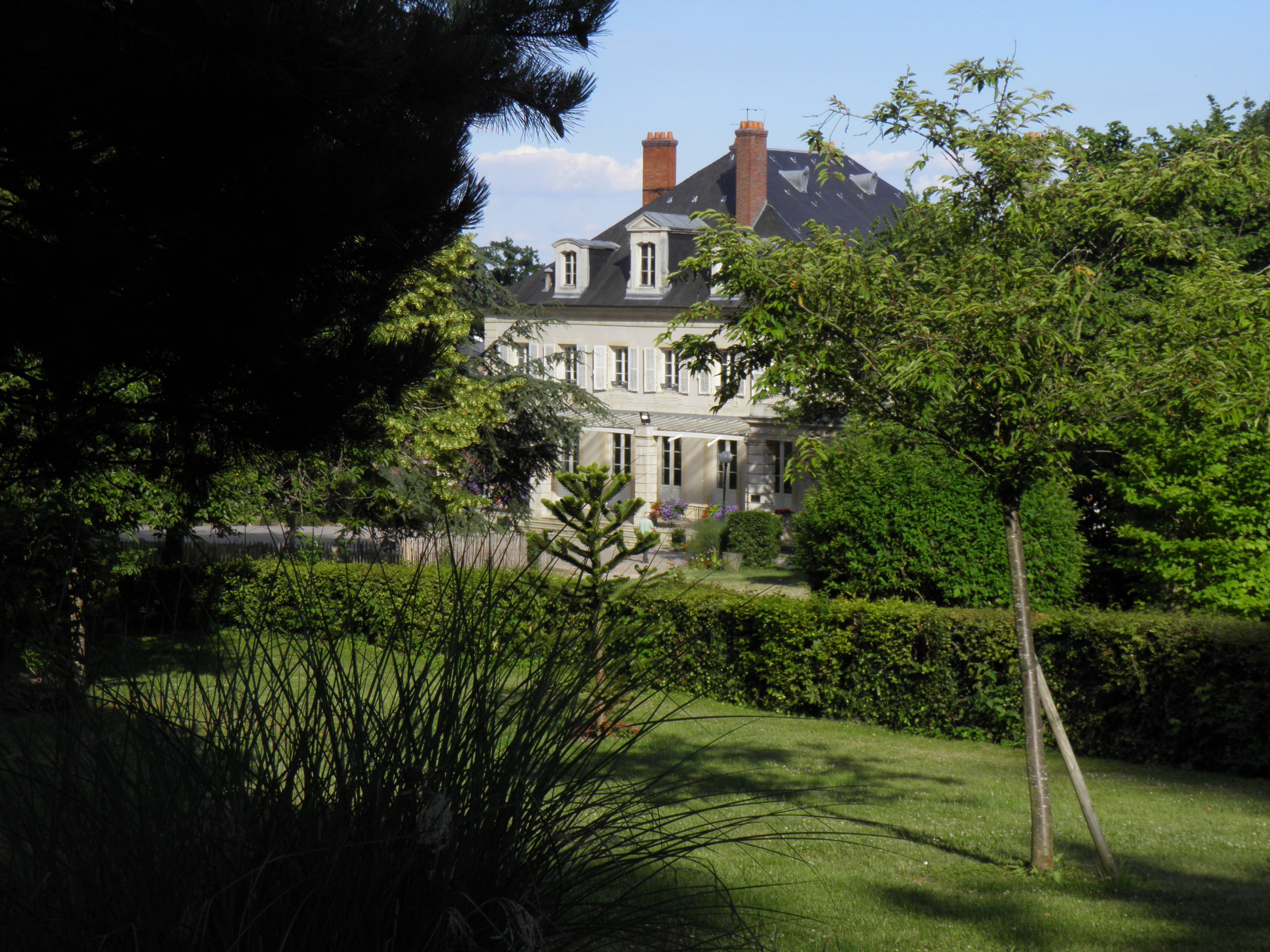
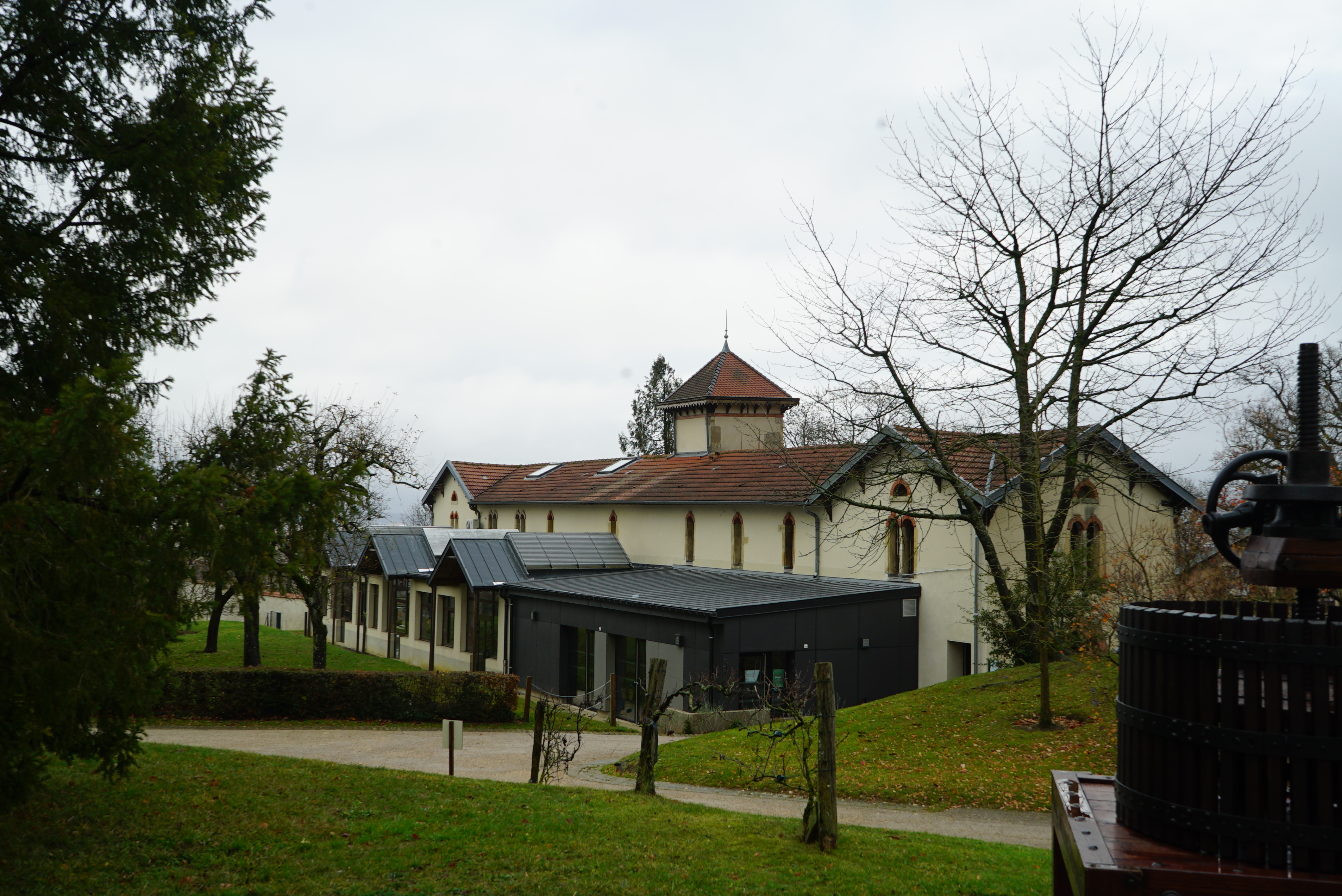

## Espace culturel
De 1959 jusqu'aux années 1980, il a été le siège du District de l'agglomération nancéienne (structure intercommunale aujourd'hui appelée Métropole du Grand Nancy).
Il appartient ensuite au Groupement des étudiants catholiques (GEC) avant d'être acquis en 1985 par la ville de Villers-lès-Nancy qui lui donne le nom de Madame de Graffigny en 2004.
Cet ensemble désormais municipal comprend au rez-de-jardin une galerie d'art, ouverte en 2006, et qui accueille tous les mois des expositions aussi variées que les collections chinoises de Daum en 2006, le show Chocolat (travail artisanal artistique du chocolat) en 2007 ou en 2008, une exposition consacrée à Charles Gomien, portraitiste du XIXe siècle né à Villers en 1808 et précurseur d’une « autre école de Nancy ». Depuis ces dernières années la galerie expose des artistes contemporains, tels que Patrick Moya en 2016, Pejman Ebadi en 2017, et Hom Nguyen en 2019, tout en conservant une grande place aux artistes régionaux.